# Ab Imperio
«Ab Imperio: Исследования по новой имперской истории и национализму в постсоветском пространстве» — ежеквартальный международный научный журнал, посвящённый изучению национализма и «новой имперской истории» на постсоветском пространстве.

## История
Основан в 2000 г. в Нью-Йорке (США) и Казани (Россия).
Журнал является ассоциированным членом Американской ассоциации содействия славянским исследованиям (англ. American Association for the Advancement of Slavic Studies).
Издаётся на русском и английском языках, придерживается междисциплинарной редакционной политики с упором на историю, социологию, антропологию и политические науки, проводит систему анонимного рецензирования публикаций.
Журнал выступает инициатором конференций и научно-исследовательских проектов. В ходе работы была предложена исследовательская программа Новой имперской истории, которая совмещает исследования империи и национализма, а также исследования западного колониализма и династических территориально-протяжённых империй.
Журнал включён в Список научных журналов ВАК, индексируется в ISI и Scopus.

## Редакция
- Отделение Россия и СНГ — И. В. Герасимов, Ph.D., к.и.н. и М. Б. Могильнер, Ph.D., к.и.н.[1]
- Отделение США и Канада — С. В. Глебов, Ph.D. Колледж Смит[1]
- Отделение Западная Европа — А. П. Каплуновский, к.и.н.[1]
- Отделение Центральная и Восточная Европа — А. М. Семёнов, Ph.D., Смольный институт свободных искусств и наук/СПбГУ[1]
- Отделение Рецензии и библиография — И. С. Мартынюк[1]

## Редакционный совет
Текущий состав:
- Йорг Баберовски,
- Сеймур Беккер[укр.],
- Роджер Брубейкер[англ.],
- Искандер Гилязов,
- Питер Гатрелл[вд],
- Ярослав Грицак,
- Андреас Каппелер,
- Мария Ковач,
- Кимитака Мацузато[яп.],
- Альфред Рибер,
- Уильям Розенберг,
- Юрий Слёзкин,
- Рональд Григор Суни,
- Ричард Уортман,
- Марк фон Хаген,
- Джеффри Хоскинг.

В разное время членами редакционного совета были Б. В. Ананьич, Р. Ш. Ганелин и А. В. Ремнёв.

## Отзывы
В апреле 2014 года директор Наукометрического центра НИУ ВШЭ Иван Стерлигов во время XV Апрельской международной научной конференции «Модернизация науки и общества» сообщил, что в ходе исследования, проведённого учёными из НИУ ВШЭ путём экспертного опроса 56 историков (выбранных 11 историкам «высшего уровня») и последующего анализа 887 анкет по 66 историческим журналам было выяснено, что журнал «Ab Imperio» вошел в восьмерку ведущих российских журналов.

## Основные публикации по новой имперской истории
- Новая имперская история постсоветского пространства: Сборник статей / Под ред. И. В. Герасимова, С. В. Глебова, Л. П. Каплуновского, М. Б. Могильнер, Л. М. Семёнова. — Казань: Центр исследований национализма и империи, 2004. — 652 с. — (Библиотека журнала “Ab Imperio”). — 1000 экз. — ISBN 5-85247-024-4, ISBN 9785852470249.
- Empire Speaks Out: Languages of Rationalization and Self-Description in the Russian Empire, 2009